# Sed de venganza
Sed de venganza – amerykańska telenowela z 2024 roku. Wyprodukowana przez wytwórnię Telemundo.

## Obsada
| Aktor                  | Rola                                  |
| ---------------------- | ------------------------------------- |
| Isabella Castillo      | Fernanda Ríos / Regina Castaño        |
| Danilo Carrera         | Francisco Ramírez / Emilio Montenegro |
| Jesús Nasser           | młody Francisco                       |
| Alexa Martín           | Elisa del Pino                        |
| Gabriela Borges        | młoda Elisa                           |
| Carlos Torres          | Gabriel del Pino                      |
| Sebastián Carvajal     | Marcelo Echeverri                     |
| Steven González        | młody Marcelo                         |
| Diego Olivera          | Eugenio Beltrán                       |
| Daniela Martínez       | Mónica Rodríguez                      |
| Roberto Romano         | Alonso del Pino                       |
| Fefi Oliveira          | Brenda Ferrero                        |
| Rodolfo Salas          | Roberto León                          |
| María José Camacho     | Ana del Pino                          |
| Isairis Rodríguez      | młoda Ana                             |
| Javier Ponce           | Sebastián del Pino                    |
| Sandra Itzel           | Patricia Flores                       |
| Humberto Búa           | Fermín Pérez                          |
| Roberta Burns          | Tania Villanueva                      |
| María Laura Quintero   | Erika Flores                          |
| Claudia Coira          | Claudia Flores                        |
| María Eugenia Arboleda | Mirna Guerrero                        |
| Saúl Lisazo            | Alfredo del Pino                      |